# Neder Juba
Neder-Juba (Somalisch: Jubbada Hoose of Jubada Hoose; Arabisch: جوبا السفلى (Jūbbā as-Suflá); Engels: Lower Juba of Lower Jubba; Italiaans: Basso Giuba of Lower Giuba) is een van de 18 regio's (gobolka's) van de Federale Republiek Somalië. 
Neder-Juba ligt in het uiterste zuiden van Somalië, tegen de grens met Kenia. Neder-Juba vormt sinds 2013 samen met de twee regio's Midden-Juba en Gedo de federale deelstaat Jubaland. Kismayo is de hoofdstad van zowel de regio Neder-Juba als van de federale deelstaat Jubaland. Het is een belangrijke havenstad, gelegen aan de Indische Oceaan. 
Ten zuiden van Kismayo ligt voor de kust een langwerpige archipel, de Bajuni Eilanden. Een aantal van deze eilanden zijn bewoond.
Neder-Juba bestaat uit vier districten:
- het district Kismayo, met de hoofdstad Kismayo;
- het district Afmadow, met de hoofdstad Afmadow;
- het district Badhaadhe, met de hoofdstad Badhaadhe;
- het district Jamaame, met de hoofdstad Jamaame.

Delen van Neder-Juba zijn in handen van de islamitische terreurgroep Al-Shabaab. De Afrikaanse vredesmacht AMISOM tracht terrein op Al-Shabaab te veroveren, in samenwerking met het Somalische leger en daaraan loyale milities. In Neder-Juba maken vooral Keniaanse militairen deel uit van AMISOM. In 2015 vielen in Neder-Juba 397 doden door gewelddadige conflicten; 335 daarvan vielen bij confrontaties waarbij ook Al-Shabaab betrokken was.